# Жестокие игры (телесериал)
«Жестокие игры» (англ. Cruel Intentions) — американский телесериал, созданный Фиби Фишер и Сарой Гудман для стриминговой платформы Amazon Prime Video. Проект основан на одноимённом фильме Роджера Камбла 1999 года, который, в свою очередь, представлял собой современный пересказ романа Пьера Шодерло де Лакло «Опасные связи» 1782 года.
Действие сериала разворачивается в одном из колледжей Вашингтона, округ Колумбия, среди богатых студентов, и рассказывает о брате и сестре склонных к манипуляциям, которые готовы на все, чтобы сохранить своё привилегированное положение. В главных ролях задействованы актёры Сара Кэтрин Хук, Зак Берджессом и Саванна Ли Смит.
Первоначально разработка телевизионной адаптации фильма началась в 1999 году телеканалом Fox. Сериал должен был представлять собой приквел, однако, в итоге, он был перемонтирован в фильм «Жестокие игры 2» (2000), выпущенный сразу на DVD. В 2015 году телеканал NBC снял пилот продолжающий сюжетные линии оригинальной ленты (туда была привлечена Сара Мишель Геллар), однако проект забраковали. В 2021 году Amazon объявил о разработке нового проекта во франшизе, с вернувшимся Нилом Морицем в качестве исполнительного продюсера. В апреле 2023 года был заказан первый сезон из восьми серий, несколько месяцев спустя проект переехал на Prime Video. Съёмки проходили в Торонто. Премьера сериала состоялась 21 ноября 2024 года.

## Сюжет
Сводные брат и сестра из колледжа в Вашингтоне, стремятся подняться по социальной лестнице студенческого объединения своего кампуса. Однако после того, как инцидент с дедовщиной выходит из-под контроля, они делают всё возможное, чтобы сохранить достигнутый статус, и нацеливаются на соблазнение дочери вице-президента.

## В ролях
- Сара Кэтрин Хук — Кэролайн Мертей, сводная сестра Люсьена[6]
- Зак Берджесс — Люсьен Бельмонт, сводный брат Кэролайн[6]
- Саванна Ли Смит[англ.] — Энни Гровер, дочь вице-президента[6]
- Сара Сильва — Сиси Кэрроуэй[6]
- Джон Харлан Ким — Блейз Пауэлл
- Коби Кларк[англ.] — Скотт Расселл
- Шон Патрик Томас[англ.] — профессор Хэнк Чедвик
- Брук Лена Джонсон — Беатрис Уорт
- Клэр Форлани  — Клаудия Мертей, мать Кэролайн
- Джон Тенни — конгрессмен Рассел

## Производство
В октябре 2021 года представители Amazon Studios объявили, что запустили в работу телеадаптацию «Жестоких игр». Студия заказала первый сезон, с намеченным стартом съёмок на апрель 2023 года. Шоураннерами сериала выступили Фиби Фишер и Сара Гудман, которые также стали исполнительными продюсерами проекта наряду с Нилом Х. Морицем. После объявления основного актерского состава к продюсерам присоединились Павун Шетти, Андреа Иерволино, Моника Бакарди и Брюс Меллон. Тогджа же стало известно, что за производство проекта будут отвечать Original Film, Iervolino & Lady Bacardi Entertainment, Sony Pictures Television и Amazon MGM Studios. Первый сезон будет содержать восемь серий.
В июне 2023 года был объявлен основной актёрский состав, в него вошли: Сара Кэтрин Хук, Зак Берджесс, Хоби Кларк, Брук Лена Джонсон, Сара Сильва, Джон Харлан Ким и Майра Моллой, а также Шон Патрик Томас, который сыграл профессора Чедвика (в оригинальном фильме он играет Рональда Клиффорда). Впоследствии в проект также были привлечены Лора Бенанти, Джон Тенни, Клэр Форлани, Никки Кроуфорд, Изабелла Тальяти и Зик Гудман.

## Отзывы критиков
Рейтинг сериала на сайте Rotten Tomatoes составляет 24% со средней оценкой 4,7/10 на основе 25 обзоров. Консенсус критиков гласит: «Телевизионная адаптация получилась не такой увлекательной и трансгрессивной, как оригинальная версия „Жестоких игр“, а также не настолько глубокой, чтобы произвести большое впечатление» . Оценка проекта на сайте Metacritic составляет 38 баллов из 100 на основе 8 рецензий, что приравнивается к «в целом отрицательному» статусу.